# Zweden op het Eurovisiesongfestival

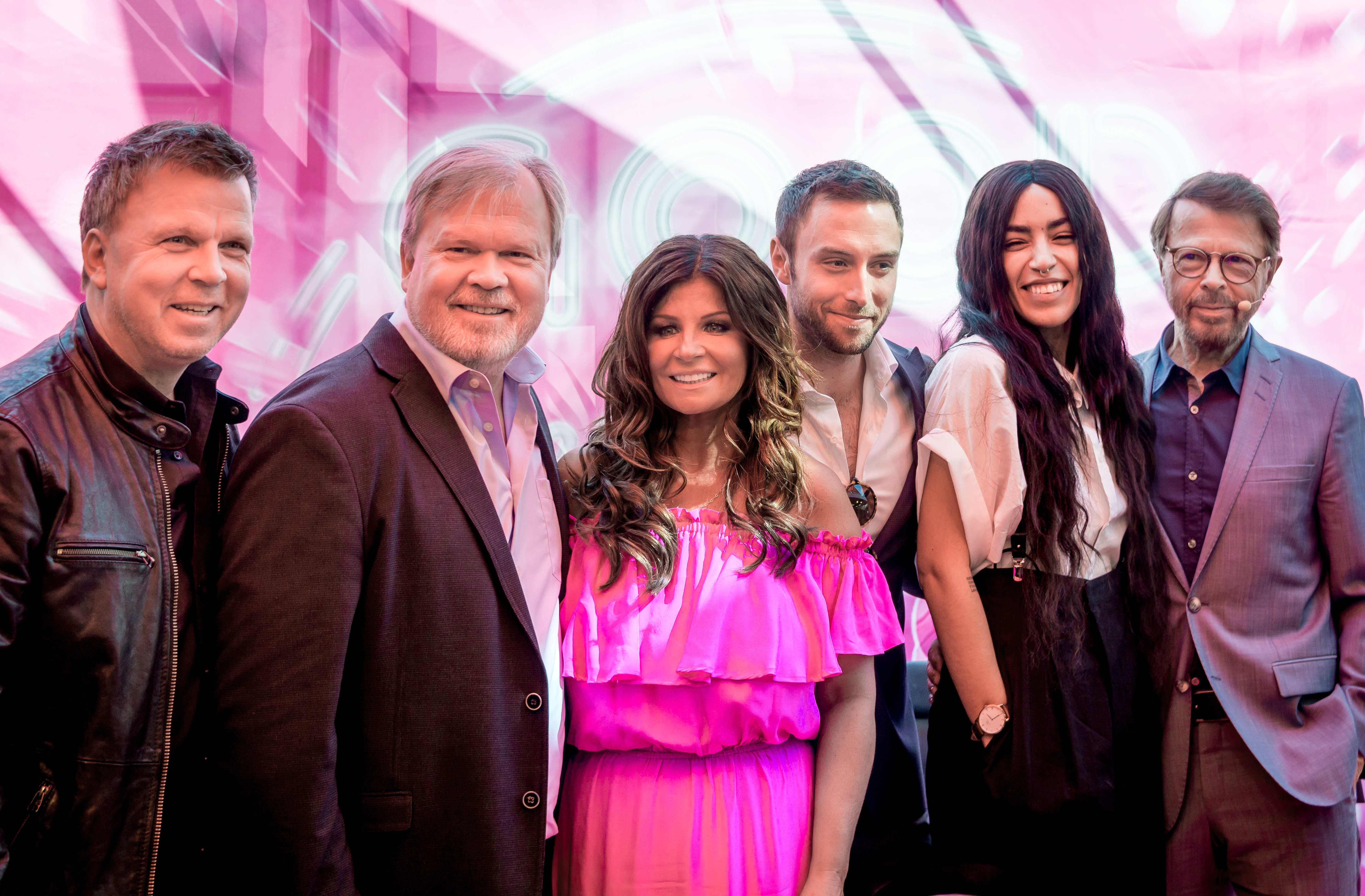
Zweedse winnaars van het Eurovisiesongfestival, van links naar rechts: Richard en Per Herrey van de Herreys (1984), Carola (1991), Måns Zelmerlöw (2015), Loreen (2012 en 2023) en Björn Ulvaeus van ABBA (1974)

Zweden doet sinds 1958 mee aan het Eurovisiesongfestival.

## De balans

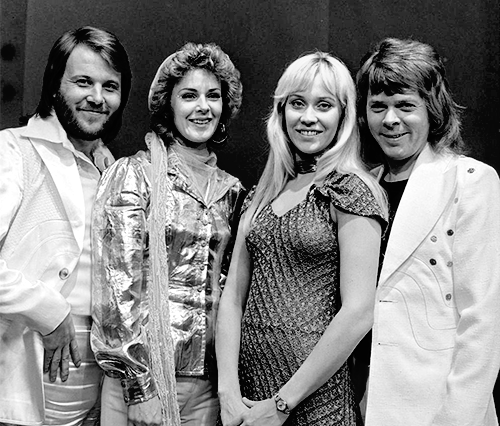
ABBA schreef songfestivalgeschiedenis met Waterloo in 1974.

Zweden is een van de meest succesvolle landen op het Eurovisiesongfestival. Van de 64 inzendingen eindigden er 45 bij de beste tien. Zevenmaal wist Zweden het songfestival te winnen. Hiermee is Zweden samen met Ierland recordhouder. De zeven Zweedse zeges waren:
- 1974: ABBA - Waterloo
- 1984: Herreys - Diggi-loo diggi-ley
- 1991: Carola - Fångad av en stormvind
- 1999: Charlotte Nilsson - Take me to your heaven
- 2012: Loreen - Euphoria
- 2015: Måns Zelmerlöw - Heroes
- 2023: Loreen - Tattoo

Waterloo wordt door velen beschouwd als een van de meest bekende en succesvolste liedjes die het songfestival ooit voortbracht. Tijdens de jubileumshow Congratulations: 50 Jaar Eurovisiesongfestival in 2005 werd Waterloo bovendien uitgeroepen tot de populairste songfestivalinzending aller tijden. In 2012 groeide ook Euphoria uit tot een groot succes in de internationale hitparades.
Zweden is in de songfestivalgeschiedenis slechts twee keer op de laatste plaats geëindigd. Dat gebeurde in 1963 met En gång i Stockholm van Monica Zetterlund, en in 1977 met Beatles van Forbes. Zetterlund is tot op heden de enige Zweedse inzending die geen enkel punt ontving.
Na het debuut in 1958 is Zweden slechts drie keer afwezig geweest op het songfestival. Dat was in 1964 wegens een staking van de artiesten, in 1970 als boycot op de vier winnaars van 1969, en in 1976 onder druk uit eigen land.

## Het Songfestival op Zweedse bodem

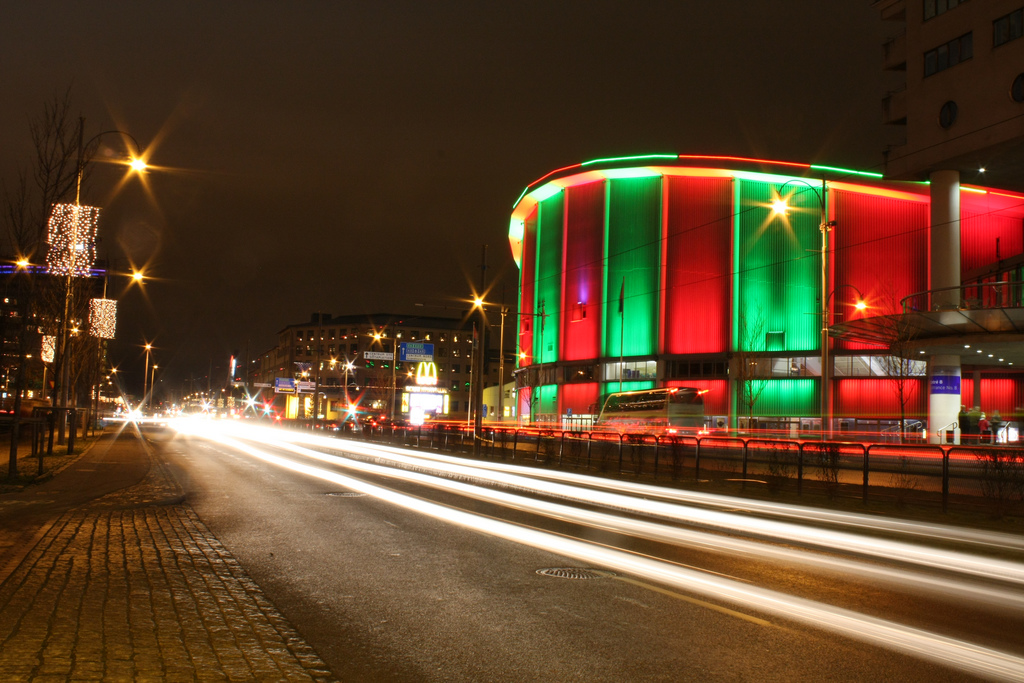
Het Scandinavium in Göteborg fungeerde als locatie voor het Eurovisiesongfestival 1985.

Als gevolg van de zeven overwinningen, heeft Zweden ook zevenmaal het Eurovisiesongfestival mogen organiseren. 
- 1975: St. Eriks Mässan Àlvsjö, Stockholm
  - Presentatie: Karin Falck
- 1985: Scandinavium, Göteborg
  - Presentatie: Lill Lindfors
- 1992: Malmö Isstadion, Malmö
  - Presentatie: Lydia Cappolicchio en Harald Treutiger
- 2000: Ericsson Globe, Stockholm
  - Presentatie: Kattis Ahlström en Anders Lundin
- 2013: Malmö Arena, Malmö
  - Presentatie: Petra Mede
- 2016: Ericsson Globe, Stockholm
  - Presentatie: Petra Mede en Måns Zelmerlöw
- 2024: Malmö Arena, Malmö
  - Presentatie: Petra Mede en Malin Åkerman

## Melodifestivalen
Het land scoort meestal wel goed; de Zweden zijn namelijk bijzonder begaan met het festival; veel voorrondes worden er gehouden om echt de beste artiest door te laten gaan. Het concept om de kandidaat aan te duiden is sinds 1959 Melodifestivalen, te vergelijken met Eurosong (België) of het Nationaal Songfestival (Nederland). Lange tijd was er één finale, maar wegens het grote (commerciële) succes van Eurosong in België, werd in 2003 beslist om voortaan met voorrondes te werken.

## Historie

### De jaren 50 en 60
In de beginjaren was Zweden niet echt een hoogvlieger op het songfestival. Enkel in 1966 behaalde het land met een 2de plaats, mede door overduidelijke steun uit Noorwegen en Denemarken. Siw Malmkvist won 2 keer Melodifestivalen maar werd geen enkele keer naar het songfestival gestuurd. In 1959 werd op voorhand beslist om zangeres Brita Borg te sturen, een jaar later had ze haar kans toen zij rechtstreeks werd aangeduid om het winnende lied van Melodifestivalen te zingen op het songfestival. In 1961 moest ze fluiten in haar liedje en kreeg ze telkens de slappe lach. Wijselijk werd besloten om Malmkvist thuis te laten en Lill-Babs in de plaats te sturen. In 1963 werd Zweden laatste zonder punten.
In 1965 deed Zweden mee met een Engelstalig liedje, er stond immers nergens in de reglementen dat het lied in de eigen taal vertolkt moest worden. Hierna werd het reglement wel aangepast.

### De jaren 70
Van 1973 tot 1976 was er de vrije taalregel op het songfestival, waar de Scandinavische landen gretig gebruik van maakten. ABBA sleepte in 1974 zo de allereerste overwinning binnen voor Zweden. Thuis behaalden de Zweden nog een mooie 8ste plaats maar de rest van de jaren zeventig stelden niet veel voor, in 1977 eindigden ze zelfs laatste met een hommage aan de Beatles.

### De jaren 80

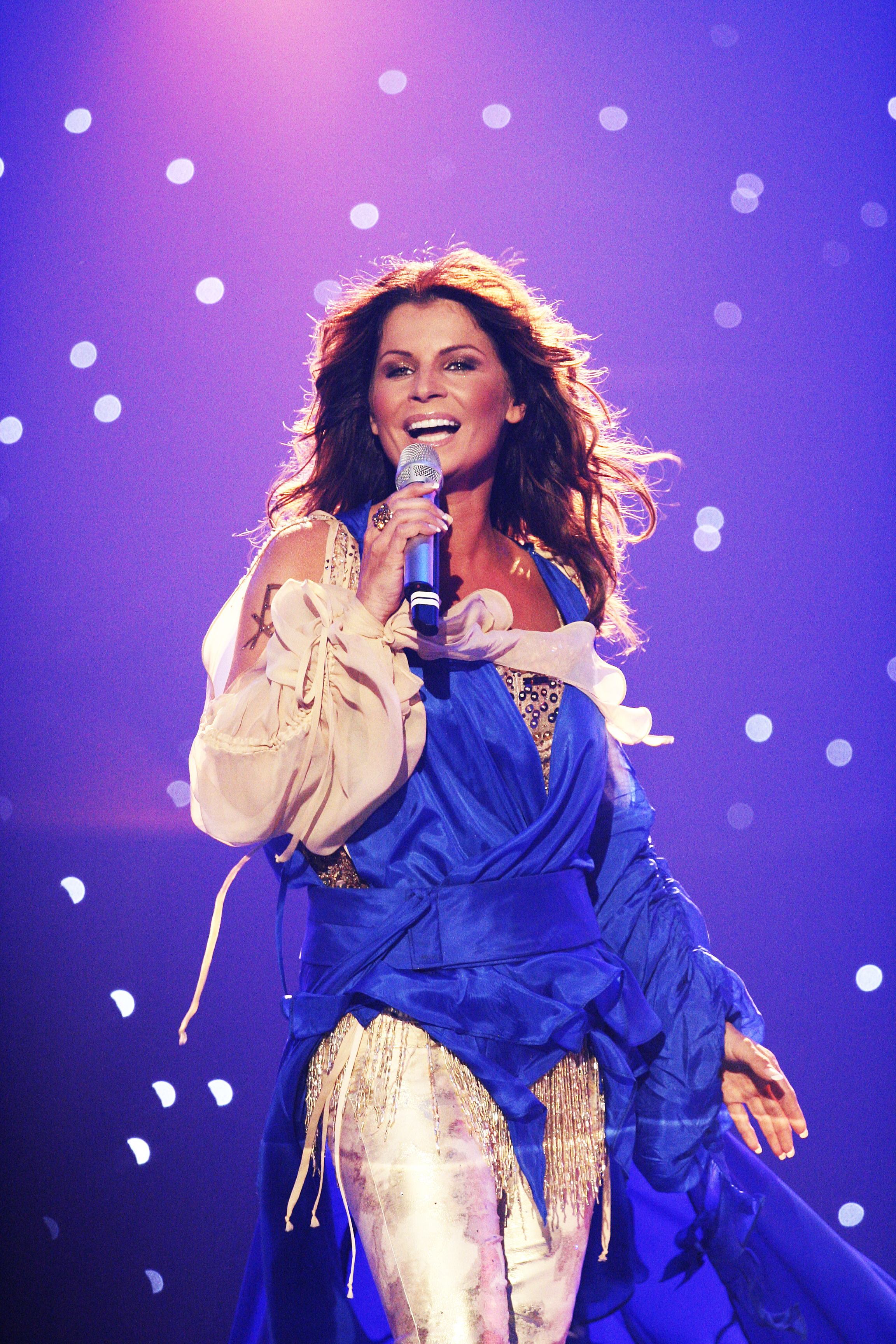
Carola Häggkvist kwam driemaal voor Zweden uit op het Eurovisiesongfestival.

Van 1980 tot 1986 eindigde Zweden steevast in de top 10. In 1983 en 1985 zorgden Carola en Kikki Danielsson voor een derde plaats en in 1984 haalden de Herreys de tweede zege binnen voor het land. In 1985 mocht Zweden voor de tweede keer het festival organiseren, en deed dat in Göteborg. Het was de eerste keer dat het festival niet alleen door genodigden bijgewoond kon worden. Het zou nog tot 1994 duren, voordat dit de gewoonte werd.

### De jaren 90
In 1990 waagde Carola, een van de populairste artiesten in Zweden, opnieuw haar kans in Melodifestivalen, maar ze werd 2de. Een jaar later had ze haar revanche toen ze won en Zweden voor de 2de keer mocht vertegenwoordigen. Voor haar liedje Fångad av en stormvind maakte ze toepasselijk gebruik van een windmachine, waardoor haar haren wapperden op het scherm. Na een spannende puntentelling bleek Zweden samen met Frankrijk met 146 punten bovenaan te staan, maar in tegenstelling tot in het verleden kon er echter maar één land als winnaar worden uitgeroepen. Daarom werd er gekeken naar welk land de meeste topscores (12 punten) had behaald. Toen bleek dat beide landen evenveel 12 punten hadden gekregen (allebei vier keer), werd er gekeken naar het aantal 10 punten. Met een 5-2 voordeel aan 10 punten werd het Eurovisiesongfestival uiteindelijk gewonnen door de Zweden. In Malmö organiseerde Zweden in 1992 voor de derde keer het songfestival, maar het werd een blamage voor het land met slechts de voorlaatste plaats. Het is vrij uitzonderlijk dat een organiserend land zo laag eindigt.
In 1995 en 1996 eindigde het land 3de met beide keren 100 punten. Vanaf 1999 was het weer mogelijk om in het Engels te zingen en sindsdien heeft Zweden dat ook ieder jaar gedaan. Eind jaren 90 was ABBA weer in en daar profiteerde Charlotte Nilsson in 1999 mogelijk van, met haar Take me to your heaven haalde ze de 1ste plaats binnen in Jeruzalem.

### De jaren 2000–2019

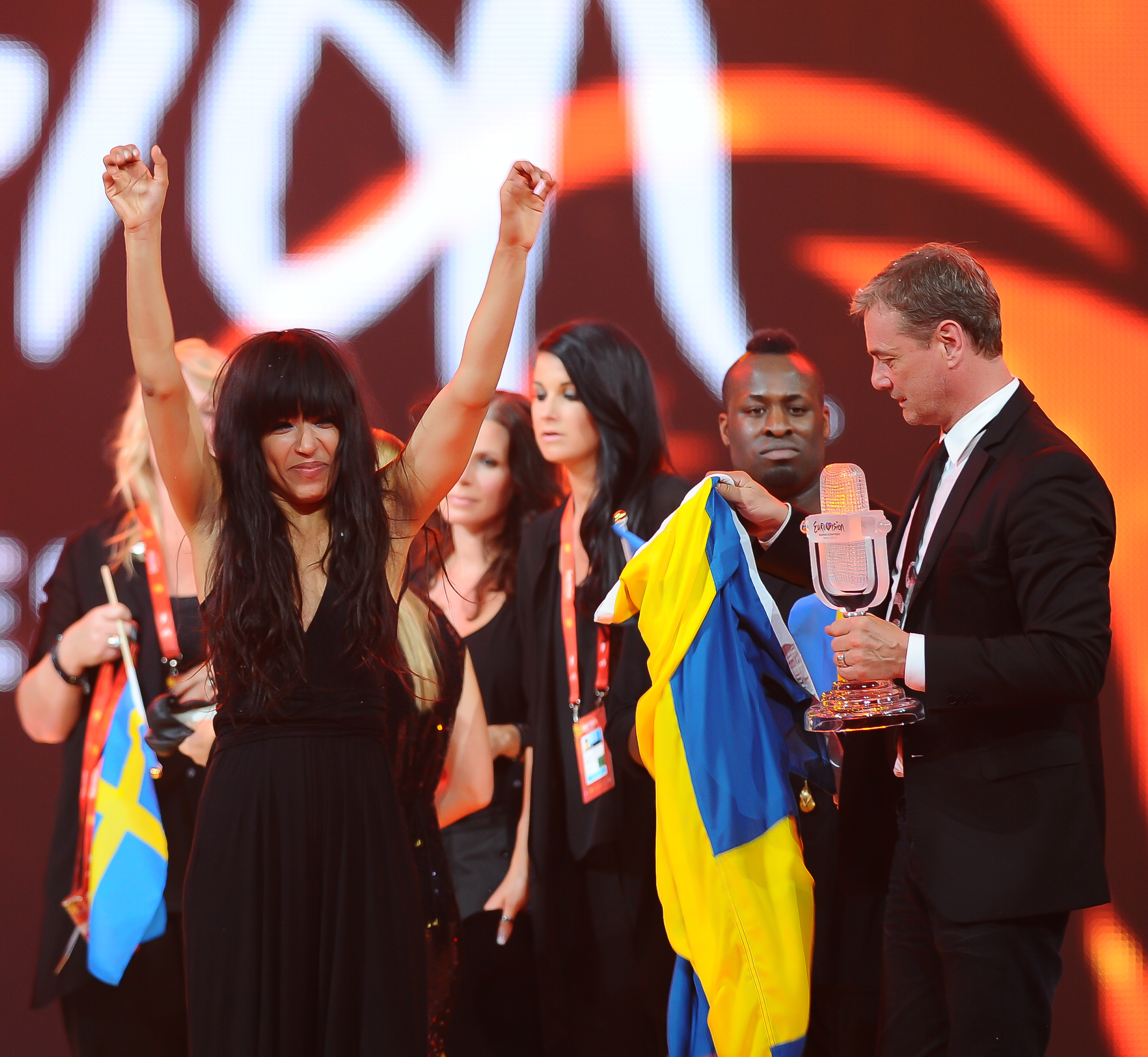
Loreen sleepte in 2012 met overmacht de vijfde Zweedse overwinning binnen.

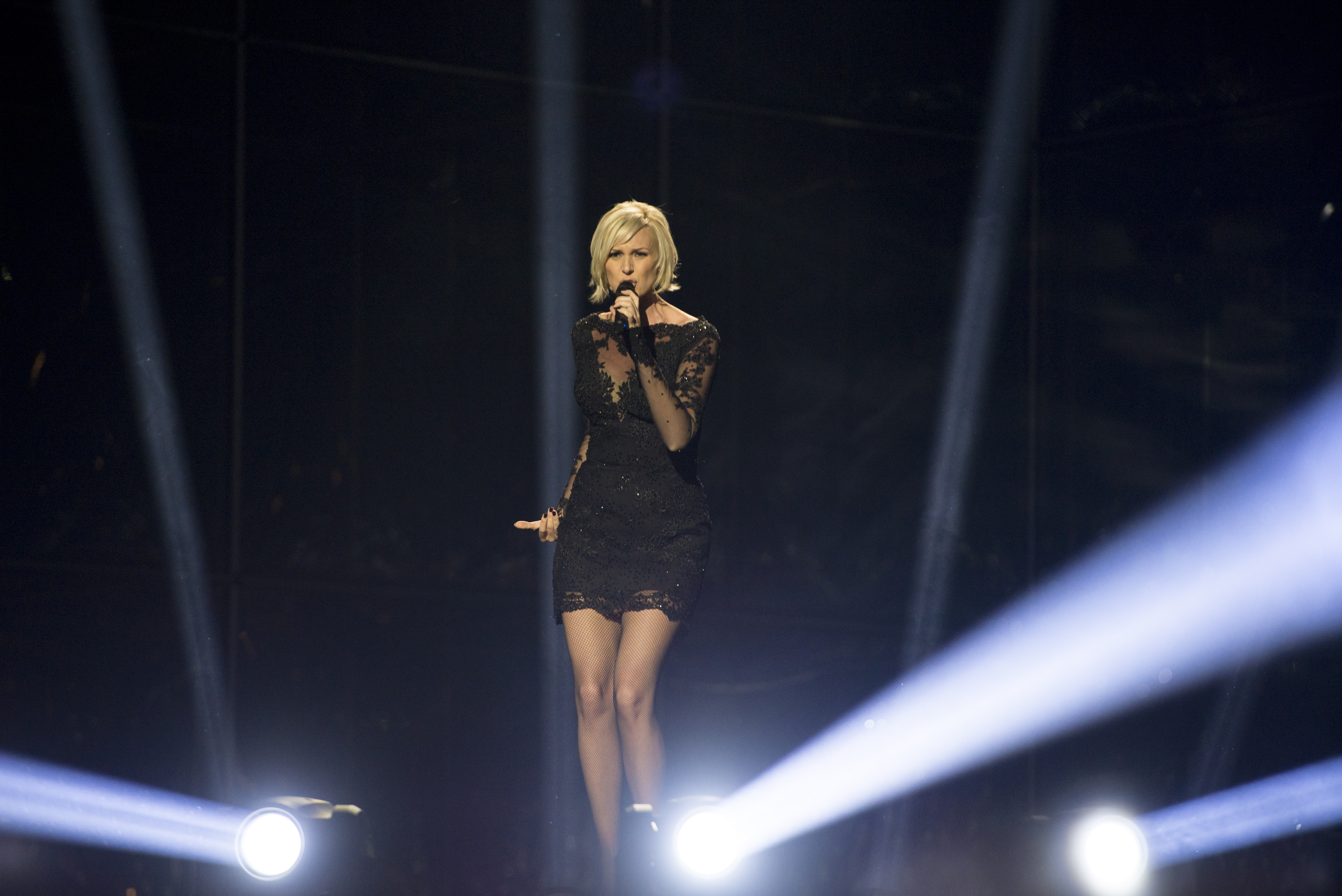
Sanna Nielsen haalde brons in Kopenhagen (2014)

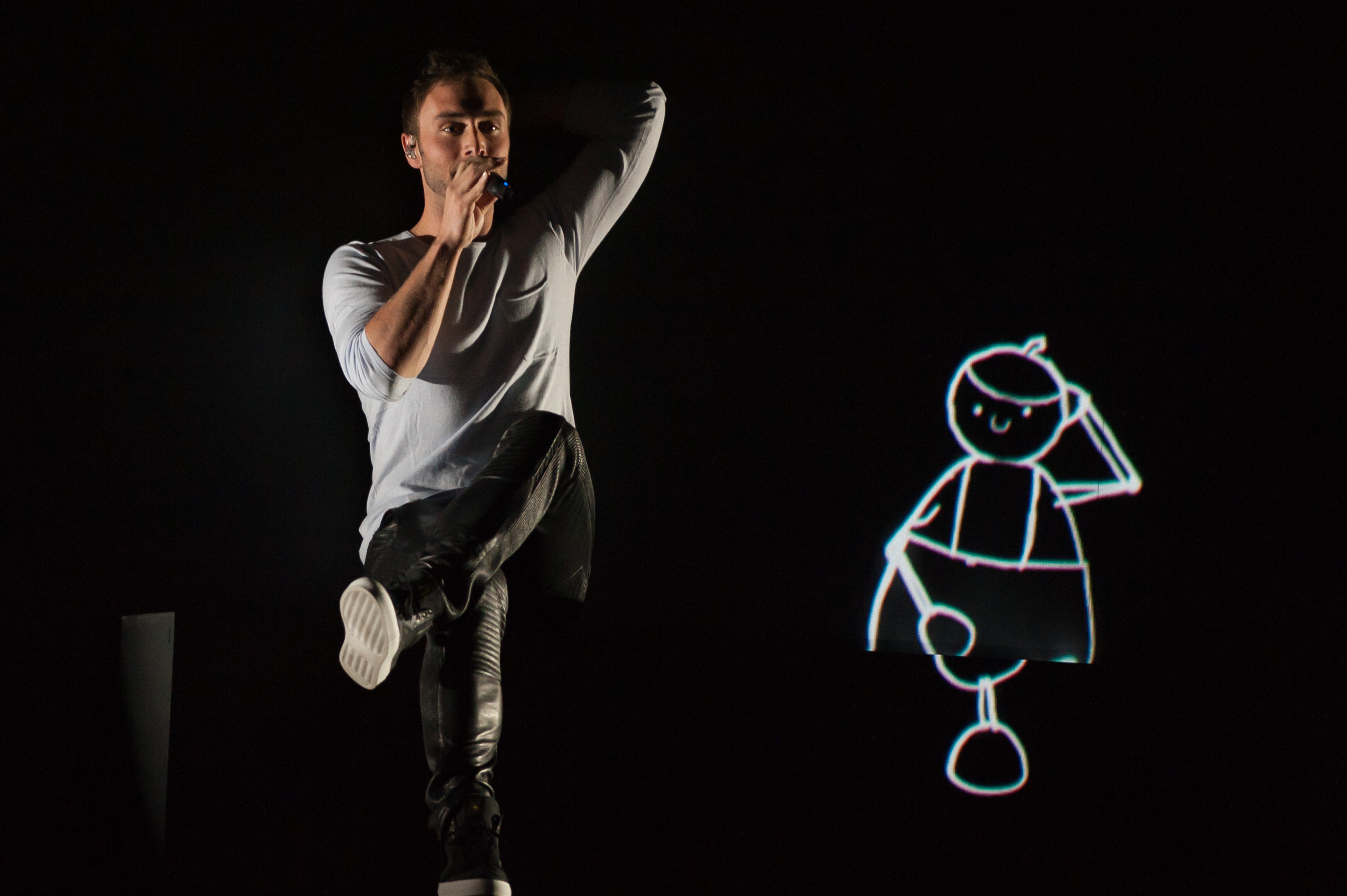
Måns Zelmerlöw haalde de zesde overwinning binnen voor Zweden.

Thuis behaalde Zweden een zevende plaats, heel wat beter dan in 1992. In de jaren nadien greep Zweden enkele malen terug naar het in Zweden populaire dansband-genre, met vrolijke up-temponummers met soms opvallende ABBA-invloeden. Deze strategie leverde achtereenvolgens een vijfde, achtste, vijfde en zesde plaats op. In 2005 koos het Zweedse publiek voor een andere stijl met het nummer Las Vegas. Deze aanpak leverde Zweden echter voor het eerst in negen jaar geen plaats in de top tien op. Dit betekende dat Zweden in 2006 zich eerst moest zien te plaatsen via de halve finale.
In 2006 waren de verwachtingen hoog gespannen in Zweden, toen Carola Häggkvist voor een derde keer het land vertegenwoordigde met Invincible. Zou Carola winnen, dan zou ze daarmee de prestatie van de Ier Johnny Logan evenaren die twee keer als uitvoerende het songfestival won. Ze werd echter niet eerste maar vijfde.
In 2008 waren de verwachtingen weer hoog gespannen, toen de laatste Zweedse winnares Charlotte Perrelli voor de tweede keer deelnam. Ze vertegenwoordigde Zweden met haar disco-pop song Hero. Door de BBC werd zij getipt als dé favoriet van het festival van 2008 en ook in het perscentrum in Belgrado was zij de grote favoriete voor de eindzege. Perrelli haalde echter maar net de finale met steun van de jury. In de finale kwam ze niet verder dan eenmaal twaalf punten, van Malta. Daarmee behaalde ze een teleurstellende 18e plaats.
In 2010 deed Zweden voor de vijftigste keer mee aan het Eurovisiesongfestival, maar de deelname van Anna Bergendahl draaide uit op een teleurstelling. Tot 2009 was Zweden het enige land geweest dat sinds de invoering van het afvalsysteem in 1993 elk jaar in de finale had gestaan, naast de grote vier Eurovisielanden (Duitsland, het Verenigd Koninkrijk, Spanje en Frankrijk), die sinds 1999 elk jaar reglementair verzekerd zijn van een finaleticket. In 2010 slaagde het land er echter voor het eerst niet in om zich te plaatsen.
In 2011 werd Melodifestivalen gewonnen door de twintigjarige zanger Eric Saade met de popsong Popular. Op het songfestival won hij zijn halve finale en werd derde in de grote finale, het beste Zweedse resultaat sinds de overwinning in 1999. Het jaar daarna stuurde Zweden Loreen naar het festival. Met het nummer Euphoria won Zweden overtuigend een vijfde maal het festival met 372 punten. In eigen land haalde Robin Stjernberg in 2013 de 14de plaats. In 2014 haalde Sanna Nielsen de derde plek.
In 2015 pakte Måns Zelmerlöw de zesde overwinning voor Zweden met het nummer Heroes. Hij behaalde 365 punten. Het nummer werd gekenmerkt door een sterke act, waarbij Zelmerlöw interactie toonde met de figuren op een videowall. In 2016 vond het songfestival na drie jaar wederom in Zweden plaats als gevolg van de winst een jaar ervoor. Frans bezorgde Zweden met het nummer If I were sorry de vijfde plek. Dat was ook de plek die Robin Bengtsson in 2017 behaalde met I can't go on. In 2018 en 2019 eindigde Zweden eveneens in de top 10, met respectievelijk een zevende plaats voor Benjamin Ingrosso en een vijfde plaats voor John Lundvik. Beide inzendingen kregen hoge punten van de vakjury's, maar waren bij de televoters veel minder populair.

### 2020 en verder
In het jaar 2020 werd het Eurovisiesongfestival wegens de coronapandemie afgelast. Dat jaar was Melodifestivalen gewonnen door The Mamas, maar zij konden Zweden dus niet vertegenwoordigen op het Eurovisiepodium. Toen het festival een jaar later weer terugkeerde, werd door veel Zweden gepleit om The Mamas alsnog in te zenden en hen zo een tweede kans te gunnen, maar de Zweedse omroep besloot desondanks om zoals gewoonlijk een Melodifestivalen te organiseren. The Mamas namen opnieuw aan deze voorronde deel, maar werden ditmaal verslagen door de in Congo geboren zanger Tusse, die aldus voor Zweden mocht aantreden in Rotterdam. Voorafgaand aan het songfestival werd Tusse geopereerd aan zijn stembanden, waardoor zijn stem tijdens zijn optredens niet altijd even zuiver klonk. Tusse wist zich vanuit de halve finale wel te plaatsen voor de finale, maar werd daar veertiende, een relatief laag resultaat voor Zweden na enkele succesvollere jaren.

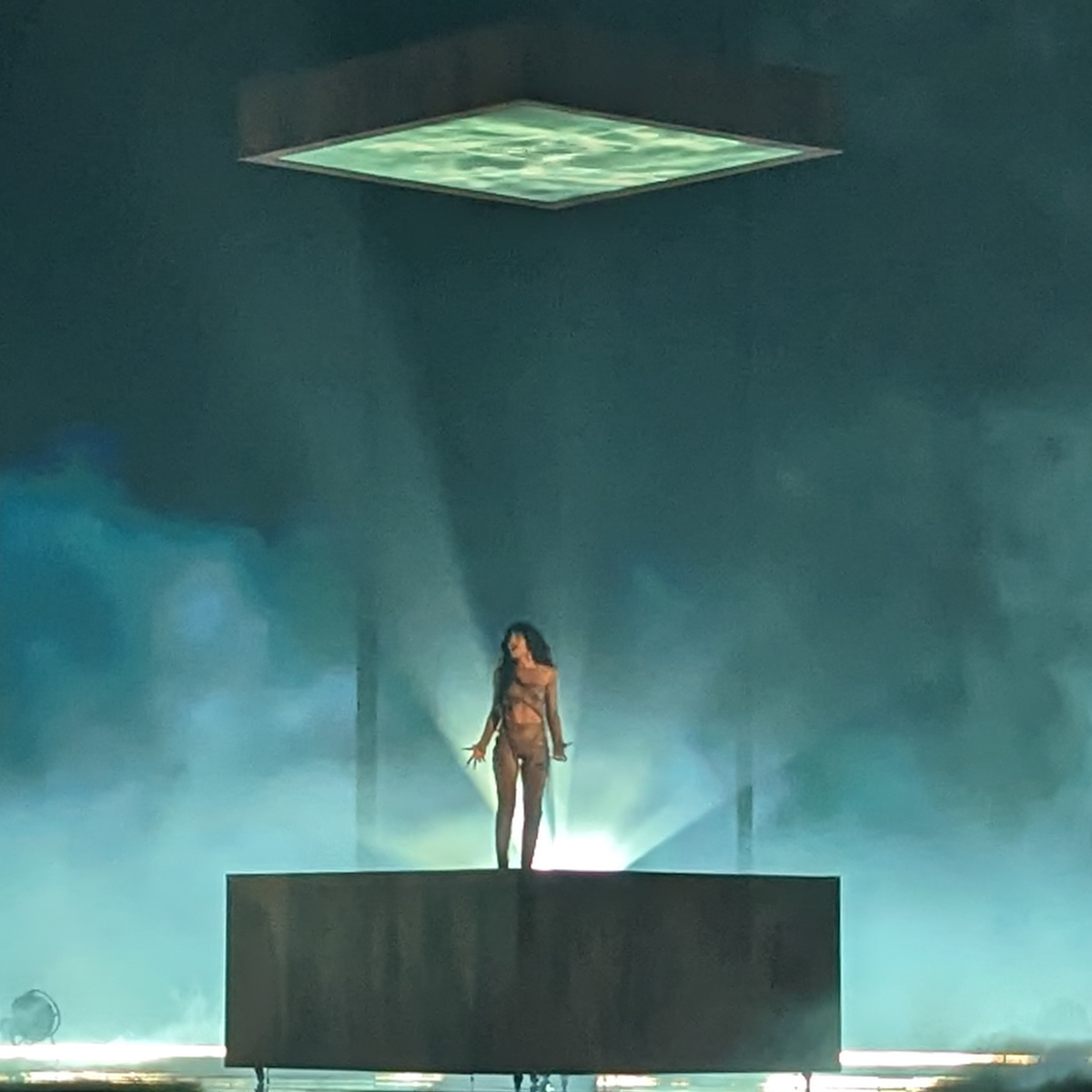
Loreen in Liverpool (2023)

In 2022 trad Zweden in Turijn aan met Cornelia Jakobs en haar nummer Hold me closer. De inzending stond sinds het uitkomen van het nummer steevast hoog in de peilingen en werd uiteindelijk vierde. Jakobs ontving 438 punten.
In 2023 deed Loreen opnieuw mee, ditmaal met het nummer Tattoo. Loreen was de winnaar bij de vakjury’s en werd tweede bij het televoters. Desondanks kreeg ze geen enkele keer twaalf punten van de televoters. Loreen ging uiteindelijk voor de tweede keer in de geschiedenis met de overwinning aan de haal. Hiermee was ze de eerste vrouwelijke artiest die het festival twee keer wist te winnen. Eerder slaagde enkel de Ier Johnny Logan hierin.
In 2024 mocht Zweden opnieuw het gastland zijn voor het Songfestival. Marcus & Martinus wonnen de preselectie en eindigden op een mooie 9de plaats. In 2025 deed Zweden opnieuw mee voor winst. Met het aanstekelijke nummer Bara bada bastu was het land de topfavoriet. Uiteindelijk eindigde het land op de 4de plaats.

## Zweedse deelnames
| Jaar | Artiest                          | Titel                               | Fin. | Ptn. | Semi | Ptn. | Taal            |
| ---- | -------------------------------- | ----------------------------------- | ---- | ---- | ---- | ---- | --------------- |
| 1958 | Alice Babs                       | Lilla stjärna                       | 4    | 10   |      |      | Zweeds          |
| 1959 | Brita Borg                       | Augustin                            | 9    | 4    |      |      | Zweeds          |
| 1960 | Siw Malmkvist                    | Alla andra får varann               | 10   | 4    |      |      | Zweeds          |
| 1961 | Lill-Babs                        | April, april                        | 14   | 2    |      |      | Zweeds          |
| 1962 | Inger Berggren                   | Sol och vår                         | 7    | 4    |      |      | Zweeds          |
| 1963 | Monica Zetterlund                | En gång i Stockholm                 | 13   | 0    |      |      | Zweeds          |
| 1965 | Ingvar Wixell                    | Absent friend                       | 10   | 6    |      |      | Engels          |
| 1966 | Lill Lindfors & Svante Thuresson | Nygammal vals (hip man svinaherde)  | 2    | 16   |      |      | Zweeds          |
| 1967 | Östen Warnerbring                | Som en dröm                         | 8    | 7    |      |      | Zweeds          |
| 1968 | Claes-Göran Hederström           | Det börjar verka kärlek, banne mej  | 5    | 15   |      |      | Zweeds          |
| 1969 | Tommy Körberg                    | Judy min vän                        | 9    | 8    |      |      | Zweeds          |
| 1971 | Family Four                      | Vita vidder                         | 6    | 85   |      |      | Zweeds          |
| 1972 | Family Four                      | Härliga sommardag                   | 13   | 75   |      |      | Zweeds          |
| 1973 | Nova                             | You are summer                      | 5    | 94   |      |      | Engels          |
| 1974 | ABBA                             | Waterloo                            | 1    | 24   |      |      | Engels          |
| 1975 | Lasse Berghagen                  | Jennie, Jennie                      | 8    | 72   |      |      | Engels          |
| 1977 | Forbes                           | Beatles                             | 18   | 2    |      |      | Zweeds          |
| 1978 | Björn Skifs                      | Det blir alltid värre framåt natten | 14   | 26   |      |      | Zweeds          |
| 1979 | Ted Gärdestad                    | Satellit                            | 17   | 8    |      |      | Zweeds          |
| 1980 | Tomas Ledin                      | Just nu                             | 10   | 47   |      |      | Zweeds          |
| 1981 | Björn Skifs                      | Fångad i en dröm                    | 10   | 50   |      |      | Zweeds          |
| 1982 | Chips                            | Dag efter dag                       | 8    | 67   |      |      | Zweeds          |
| 1983 | Carola                           | Främling                            | 3    | 126  |      |      | Zweeds          |
| 1984 | Herreys                          | Diggi-loo diggi-ley                 | 1    | 145  |      |      | Zweeds          |
| 1985 | Kikki Danielsson                 | Bra vibrationer                     | 3    | 103  |      |      | Zweeds          |
| 1986 | Lasse Holm & Monica Törnell      | E' de' det här du kallar kärlek?    | 5    | 78   |      |      | Zweeds          |
| 1987 | Lotta Engberg                    | Boogaloo                            | 12   | 50   |      |      | Zweeds          |
| 1988 | Tommy Körberg                    | Stad i ljus                         | 12   | 52   |      |      | Zweeds          |
| 1989 | Tommy Nilsson                    | En dag                              | 4    | 110  |      |      | Zweeds          |
| 1990 | Edin-Ådahl                       | Som en vind                         | 16   | 24   |      |      | Zweeds          |
| 1991 | Carola                           | Fångad av en stormvind              | 1    | 146  |      |      | Zweeds          |
| 1992 | Christer Björkman                | I morgan är en annan dag            | 22   | 9    |      |      | Zweeds          |
| 1993 | Arvingarna                       | Eloise                              | 7    | 89   |      |      | Zweeds          |
| 1994 | Marie Bergman & Roger Pontare    | Stjärnorna                          | 13   | 48   |      |      | Zweeds          |
| 1995 | Jan Johansen                     | Se på mig                           | 3    | 100  |      |      | Zweeds          |
| 1996 | One More Time                    | Den vilda                           | 3    | 100  |      |      | Zweeds          |
| 1997 | Blond                            | Bara hon älskar mej                 | 14   | 36   |      |      | Zweeds          |
| 1998 | Jill Johnson                     | Kärleken är                         | 10   | 53   |      |      | Zweeds          |
| 1999 | Charlotte Nilsson                | Take me to your heaven              | 1    | 163  |      |      | Engels          |
| 2000 | Roger Pontare                    | When spirits are calling my name    | 7    | 88   |      |      | Engels          |
| 2001 | Friends                          | Listen to your heartbeat            | 5    | 100  |      |      | Engels          |
| 2002 | Afro-Dite                        | Never let it go                     | 8    | 72   |      |      | Engels          |
| 2003 | Fame                             | Give me your love                   | 5    | 107  |      |      | Engels          |
| 2004 | Lena Philipsson                  | It hurts                            | 5    | 170  | X    | X    | Engels          |
| 2005 | Martin Stenmarck                 | Las Vegas                           | 19   | 30   | X    | X    | Engels          |
| 2006 | Carola                           | Invincible                          | 5    | 170  | 4    | 214  | Engels          |
| 2007 | The Ark                          | The worrying kind                   | 18   | 51   | X    | X    | Engels          |
| 2008 | Charlotte Perrelli               | Hero                                | 18   | 47   | 12   | 54   | Engels          |
| 2009 | Malena Ernman                    | La voix                             | 21   | 33   | 4    | 105  | Engels en Frans |
| 2010 | Anna Bergendahl                  | This is my life                     | X    | X    | 11   | 62   | Engels          |
| 2011 | Eric Saade                       | Popular                             | 3    | 185  | 1    | 155  | Engels          |
| 2012 | Loreen                           | Euphoria                            | 1    | 372  | 1    | 181  | Engels          |
| 2013 | Robin Stjernberg                 | You                                 | 14   | 62   | X    | X    | Engels          |
| 2014 | Sanna Nielsen                    | Undo                                | 3    | 218  | 2    | 131  | Engels          |
| 2015 | Måns Zelmerlöw                   | Heroes                              | 1    | 365  | 1    | 217  | Engels          |
| 2016 | Frans                            | If I were sorry                     | 5    | 261  | X    | X    | Engels          |
| 2017 | Robin Bengtsson                  | I can't go on                       | 5    | 344  | 3    | 227  | Engels          |
| 2018 | Benjamin Ingrosso                | Dance you off                       | 7    | 274  | 2    | 254  | Engels          |
| 2019 | John Lundvik                     | Too late for love                   | 5    | 334  | 3    | 238  | Engels          |
| 2021 | Tusse                            | Voices                              | 14   | 109  | 7    | 142  | Engels          |
| 2022 | Cornelia Jakobs                  | Hold me closer                      | 4    | 438  | 1    | 396  | Engels          |
| 2023 | Loreen                           | Tattoo                              | 1    | 583  | 2    | 135  | Engels          |
| 2024 | Marcus & Martinus                | Unforgettable                       | 9    | 174  | X    | X    | Engels          |
| 2025 | KAJ                              | Bara bada bastu                     | 4    | 321  | 4    | 118  | Zweeds          |

| Plaats | Land                | Punten |
| ------ | ------------------- | ------ |
| 1      | Noorwegen           | 271    |
| 2      | Ierland             | 231    |
| 3      | Denemarken          | 214    |
| 4      | Verenigd Koninkrijk | 194    |
| 5      | Finland             | 193    |

| Plaats | Land                | Punten |
| ------ | ------------------- | ------ |
| 1      | Noorwegen           | 452    |
| 2      | Denemarken          | 432    |
| 3      | Finland             | 352    |
| 4      | IJsland             | 297    |
| 5      | Verenigd Koninkrijk | 270    |

| Plaats | Land                | Punten |
| ------ | ------------------- | ------ |
| 1      | Noorwegen           | 271    |
| 2      | Ierland             | 231    |
| 3      | Denemarken          | 214    |
| 4      | Verenigd Koninkrijk | 194    |
| 5      | Finland             | 193    |

| Plaats | Land                | Punten |
| ------ | ------------------- | ------ |
| 1      | Noorwegen           | 452    |
| 2      | Denemarken          | 432    |
| 3      | Finland             | 352    |
| 4      | IJsland             | 297    |
| 5      | Verenigd Koninkrijk | 270    |

| Aantal | Land                  | Wanneer                                                                                                  |
| ------ | --------------------- | --- |
| 15     | Denemarken            | 1984, 1989, 1991, 1995, 2004, 2007, 2012, 2014, 2015, 2016 (t), 2017 (j+t), 2019 (j), 2023 (j), 2025 (t) |
| 10     | Noorwegen             | 1983, 1985, 1988, 1999, 2004, 2007, 2012, 2013, 2015, 2019 (t), 2025 (t)                                 |
| 10     | Finland               | 1985, 2004, 2012, 2015, 2016 (j), 2017 (j), 2019 (j), 2022 (j), 2023 (j), 2025 (t)                       |
| 9      | Estland               | 1998, 1999, 2011, 2012, 2016 (j), 2019 (j), 2022 (j), 2023 (j), 2025 (t)                                 |
| 8      | Duitsland             | 1983, 1984, 1991, 1995, 2012, 2018 (j), 2023 (j), 2024 (j)                                               |
| 8      | IJsland               | 1986, 1991, 2012, 2015, 2016 (t), 2019 (j), 2022 (j), 2025 (j)                                           |
| 7      | Ierland               | 1984, 1995, 1996, 2004, 2012, 2019 (j), 2023 (j)                                                         |
| 6      | Verenigd Koninkrijk   | 1991, 1999, 2012, 2015, 2022 (j), 2023 (j)                                                               |
| 5      | Israël                | 1987, 2011, 2012, 2022 (j), 2023 (j)                                                                     |
| 3      | Australië             | 2015, 2018 (j), 2019 (j)                                                                                 |
| 3      | België                | 2012, 2015, 2017 (j)                                                                                     |
| 3      | Cyprus                | 1984, 2018 (j), 2023 (j)                                                                                 |
| 3      | Letland               | 2012, 2015, 2018 (j)                                                                                     |
| 3      | Malta                 | 1999, 2008, 2023 (j)                                                                                     |
| 3      | Nederland             | 2012, 2019 (j), 2023 (j)                                                                                 |
| 3      | Oostenrijk            | 1984, 1989, 2012                                                                                         |
| 3      | Spanje                | 2012, 2019 (j), 2023 (j)                                                                                 |
| 2      | Armenië               | 2018 (j), 2019 (j)                                                                                       |
| 2      | Bosnië en Herzegovina | 1999, 2002                                                                                               |
| 2      | Frankrijk             | 1981, 2012                                                                                               |
| 2      | Oekraïne              | 2014, 2023 (j)                                                                                           |
| 2      | Roemenië              | 2003, 2014                                                                                               |
| 2      | Slovenië              | 2015, 2018 (j)                                                                                           |
| 2      | Tsjechië              | 2016 (j), 2019 (j)                                                                                       |
| 2      | Zwitserland           | 1986, 2015                                                                                               |
| 1      | Albanië               | 2023 (j)                                                                                                 |
| 1      | Georgië               | 2018 (j)                                                                                                 |
| 1      | Hongarije             | 2012 |
| 1      | Italië                | 2015 |
| 1      | Joegoslavië           | 1989 |
| 1      | Litouwen              | 2023 (j)                                                                                                 |
| 1      | Moldavië              | 2023 (j)                                                                                                 |
| 1      | Polen                 | 2015 |
| 1      | Rusland               | 2012 |
| 1      | Servië                | 2018 (j)                                                                                                 |
| 1      | Slowakije             | 2012 |
| 1      | Turkije               | 2000 |

| Jaar | Land                | Jaar | Land                | Jaar | Land                 | Jaar | Land                        |
| ---- | ------------------- | ---- | ------------------- | ---- | -------------------- | ---- | --------------------------- |
| 1975 | Nederland           | 1989 | Denemarken          | 2003 | Noorwegen            | 2017 | Portugal (j) België (t)     |
| 1976 | Geen deelname       | 1990 | Ierland             | 2004 | Servië en Montenegro | 2018 | Cyprus (j) Denemarken (t)   |
| 1977 | Ierland             | 1991 | Malta               | 2005 | Griekenland          | 2019 | Nederland (j) Noorwegen (t) |
| 1978 | Monaco              | 1992 | Malta               | 2006 | Finland              | 2021 | Malta (j) Finland (t)       |
| 1979 | Israël              | 1993 | Ierland             | 2007 | Finland              | 2022 | Spanje (j) Oekraïne (t)     |
| 1980 | Verenigd Koninkrijk | 1994 | Hongarije           | 2008 | Noorwegen            | 2023 | Finland (j+t)               |
| 1981 | Duitsland           | 1995 | Denemarken          | 2009 | Noorwegen            | 2024 | Zwitserland (j) Israël (t)  |
| 1982 | Joegoslavië         | 1996 | Estland             | 2010 | Duitsland            | 2025 | Oostenrijk (j) Israël (t)   |
| 1983 | Verenigd Koninkrijk | 1997 | Verenigd Koninkrijk | 2011 | Ierland              |      |                             |
| 1984 | Ierland             | 1998 | Noorwegen           | 2012 | Cyprus               |      |                             |
| 1985 | Noorwegen           | 1999 | IJsland             | 2013 | Noorwegen            |      |                             |
| 1986 | Zwitserland         | 2000 | Denemarken          | 2014 | Oostenrijk           |      |                             |
| 1987 | Ierland             | 2001 | Griekenland         | 2015 | Australië            |      |                             |
| 1988 | Zwitserland         | 2002 | Estland             | 2016 | Australië (j+t)      |      |                             |

| Actief:    | Albanië · Armenië · Australië · Azerbeidzjan · België · Cyprus · Denemarken · Duitsland · Estland · Finland · Frankrijk · Georgië · Griekenland · Ierland · IJsland · Israël · Italië · Kroatië · Letland · Litouwen · Luxemburg · Malta · Montenegro · Nederland · Noorwegen · Oekraïne · Oostenrijk · Polen · Portugal · San Marino · Servië · Slovenië · Spanje · Tsjechië · Verenigd Koninkrijk · Zweden · Zwitserland |
| Inactief:  | Andorra · Bosnië en Herzegovina · Bulgarije · Hongarije · Marokko · Moldavië · Monaco · Noord-Macedonië · Roemenië · Rusland · Slowakije · Turkije · Wit-Rusland |
| Mislukt:   | Kosovo · Libanon · Liechtenstein · Qatar · Tunesië |
| Voormalig: | Joegoslavië · Servië en Montenegro |